# La Roque-Gageac
La Roque-Gageac é uma comuna francesa na região administrativa da Nova Aquitânia, no departamento Dordonha. Estende-se por uma área de 7,21 km². Em 2010 a comuna tinha 430 habitantes (densidade: 59,6 hab./km²).
Pertence à rede das As mais belas aldeias de França.